# Ken Reardon
Pour les articles homonymes, voir Reardon.
Temple de la renommée : 1966
Kenneth Joseph Reardon, dit Kenny Reardon, (né le 1er avril 1921 à Winnipeg au Manitoba - mort le 15 mars 2008 à Saint-Sauveur-des-Monts) est un défenseur canadien professionnel de hockey sur glace. Il joue pour les Canadiens de Montréal dans la Ligue nationale de hockey (LNH) pendant 7 saisons, remportant deux Coupes Stanley en tant que joueur. Il est intronisé au Temple de la renommée du hockey en 1966. Ken est le frère de Terry Reardon.

## Biographie
Reardon était reconnu comme étant un joueur robuste à son époque, surtout dû au fait qu'il a joué avec plusieurs blessures. Après 2 saisons avec le Tricolore il s'enrôle dans les Forces canadiennes en 1942 où il remporte la coupe Allan en 1943 avant d'être envoyé au front. Après la guerre, il rejoint les Canadiens de nouveau pour ainsi remporter ses 2 Coupe Stanley. Il prend sa retraite à l'âge de 30 ennuyé par plusieurs blessures dont un mal de dos qui lui gâche les saisons depuis 4 ans.
Sa carrière au hockey continue hors-glace devenant d'abord directeur de plusieurs équipes des ligues mineurs et puis vice-président des Canadiens de Montréal où il remporte 5 fois la Coupe Stanley dans ses fonctions.

## Statistiques
| Saison     | Équipe                | Ligue      |     | Saison régulière | Saison régulière | Saison régulière | Saison régulière | Saison régulière |    | Séries éliminatoires | Séries éliminatoires | Séries éliminatoires | Séries éliminatoires | Séries éliminatoires |
| Saison     | Équipe                | Ligue      | PJ  | B                | A                | Pts              | Pun              | PJ               | B  | A                    | Pts                  | Pun                  |                      |                      |
| 1940-1941  | Canadiens de Montréal | LNH        | 34  | 2                | 8                | 10               | 41               | 3                | 0  | 0                    | 0                    | 4                    |                      |                      |
| 1941-1942  | Canadiens de Montréal | LNH        | 41  | 3                | 12               | 15               | 93               | 3                | 0  | 0                    | 0                    | 4                    |                      |                      |
| 1945-1946  | Canadiens de Montréal | LNH        | 43  | 5                | 4                | 9                | 45               | 9                | 1  | 1                    | 2                    | 4                    |                      |                      |
| 1945-46    | Royaux de Montréal    | QSHL       | 2   | 0                | 0                | 0                | 4                | --               | -- | --                   | --                   | --                   |                      |                      |
| 1946-1947  | Canadiens de Montréal | LNH        | 52  | 5                | 17               | 22               | 84               | 7                | 1  | 2                    | 3                    | 20                   |                      |                      |
| 1947-1948  | Canadiens de Montréal | LNH        | 58  | 7                | 15               | 22               | 129              | --               | -- | --                   | --                   | --                   |                      |                      |
| 1948-1949  | Canadiens de Montréal | LNH        | 46  | 3                | 13               | 16               | 103              | 7                | 0  | 0                    | 0                    | 18                   |                      |                      |
| 1949-1950  | Canadiens de Montréal | LNH        | 67  | 1                | 27               | 28               | 109              | 2                | 0  | 2                    | 2                    | 12                   |                      |                      |
| Totaux LNH | Totaux LNH            | Totaux LNH | 341 | 26               | 96               | 122              | 604              | 31               | 2  | 5                    | 7                    | 62                   |                      |                      |